# Доброхотов, Василий Павлович
Василий Павлович Доброхотов (1911-1971) — генерал-майор КГБ СССР.

## Биография

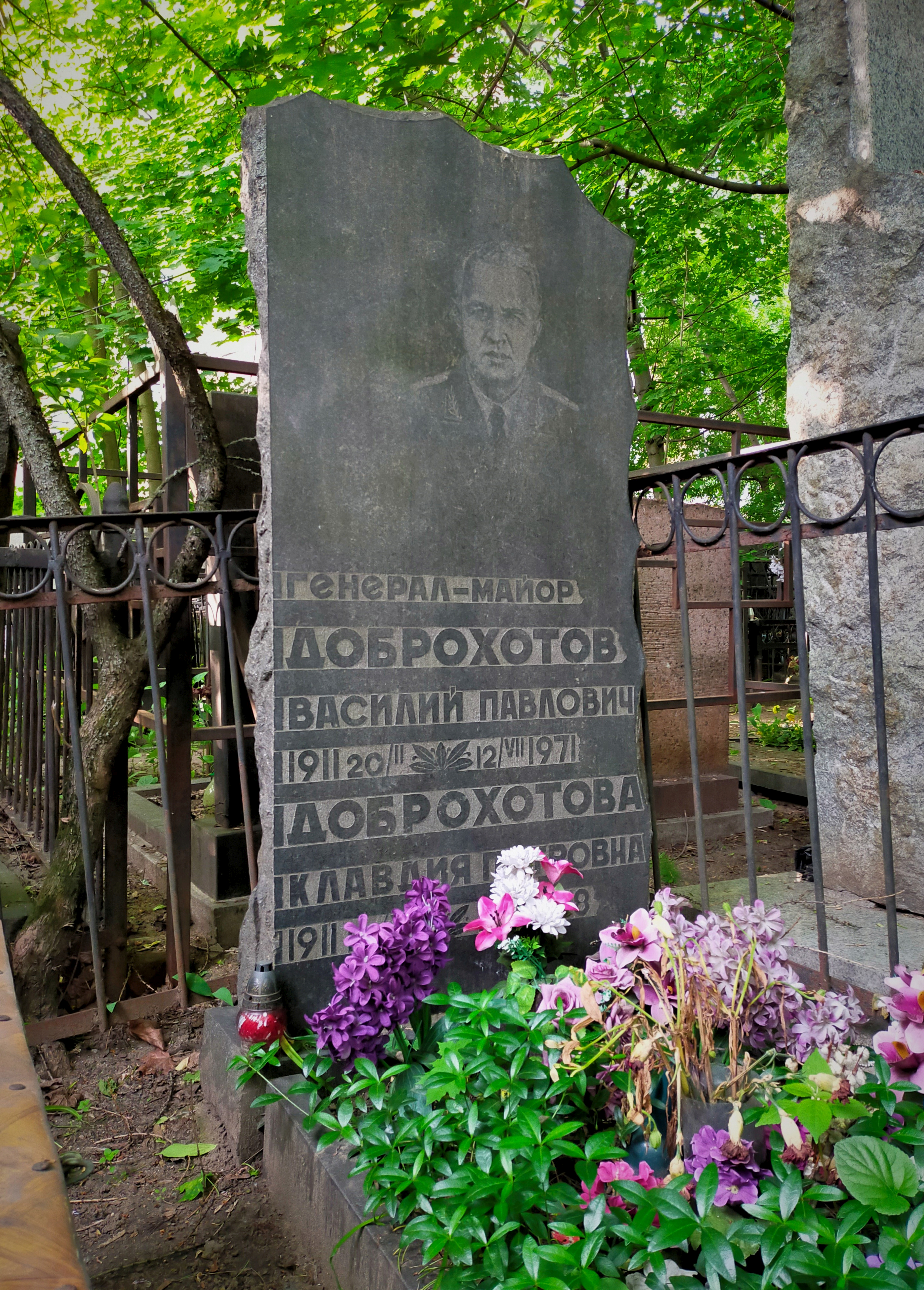
Могила В. П. Доброхотова на Введенском кладбище

Василий Павлович Доброхотов родился 20 февраля 1911 года в городе Киржач (ныне — Владимирская область). В 1926 году он окончил семь групп школы, после чего работал учеником слесаря школы фабрично-заводского ученичества, слесарем завода имени Орджоникидзе в городе Кольчугино. В 1932 году Доброхотов окончил Владимирский механический техникум, после чего остался в нём преподавать. В 1933—1934 годах проходил службу в Рабоче-Крестьянской Красной Армии. Демобилизовавшись, переехал в Москву, работал на предприятиях оборонной промышленности СССР. В 1938 году заочно окончил три курса Института оборонной промышленности, в 1942 году — Высшую партийную школу при ЦК ВКП(б), после чего работал в подразделениях ЦК ВКП(б). В 1949—1951 годах занимал должности заместителя, первого заместителя заведующего отделом дипломатических и внешнеторговых органов ЦК ВКП(б).
В сентябре 1951 года Доброхотов был направлен на работу в органы государственной безопасности СССР. Был членом Коллегии, начальником Секретариата Министерства государственной безопасности СССР. В 1952—1953 годах работал первым заместителем начальника Первого главного управления МГБ СССР. С марта 1953 года Доброхотов был заместителем начальника секретариата Министерства внутренних дел СССР. В 1954—1959 годах он возглавлял Секретариат Комитета государственной безопасности СССР, 9 января 1957 года ему было присвоено звание генерал-майора государственной безопасности. С апреля 1959 года Доброхотов руководил Управлением КГБ СССР по Ивановской области.
В октябре 1962 года Доброхотов перешёл на работу в Управление делами Совета Министров РСФСР. Скончался 12 июля 1971 года, похоронен на Введенском кладбище (29 уч.).
Был награждён орденами Отечественной войны 2-й степени и «Знак Почёта», а также рядом медалей.